# Lymnas xeniades
Lymnas xeniades är en fjärilsart som beskrevs av Hans Ferdinand Emil Julius Stichel 1910. Lymnas xeniades ingår i släktet Lymnas och familjen Riodinidae. Inga underarter finns listade i Catalogue of Life.